# Hannes Böhringer
Hannes Böhringer (Hilden, Rajna-vidék, 1948. október 21. –) német filozófus és felsőfokú intézmények oktatója, fő oktatási és kutatási területe a művészetfilozófia.

## Életpályája
Böhringer filozófiát, művészettörténetet, szociológiát és történelmet tanult a münsteri és a heidelbergi egyetemeken. Vendégprofesszor volt Párizs, Budapest és Madison (Wisconsin) egyetemein. Böhringer 2012-ig a képzőművészeti főiskolán tanított Braunschweigben, s 1979 óta Berlinben él.

## Díjai, kitüntetései
- 2009 Moholy-Nagy-díj

## Könyvei (Válogatás)
- Auf dem Rücken Amerikas. Eine Mythologie der neuen Welt im Western und Gangsterfilm
- Auf der Suche nach Einfachheit. Eine Poetik
- Begriffsfelder. Von der Philosophie zur Kunst
- Enger Spielraum. Über Bauen und Vorbauen. Wilhelm Fink, Paderborn, 2010. ISBN 978-3-7705-4966-5
- (hrsg. gemeinsam mit Helga Grebing, Beate Söntgen, unter Mitarbeit von Arne Zerbst):Wilhelm Worringer: Schriften. 2 Bände, Wilhelm Fink Verlag, München, 2004
- (hrsg. gemeinsam mit Arne Zerbst): Gestalten des 19. Jahrhunderts. Von Lou Andreas-Salomé bis Leopold von Sacher-Masoch (Schriften der Deutschen Gesellschaft für die Erforschung des 19. Jahrhunderts 2), Wilhelm Fink Verlag, München, 2010[2]
- Was ist Philosophie? : Sechs Vorlesungen (Reihe: Internationaler Merve-Diskurs Nr. 178). Merve-Verlag, Berlin, 1993, ISBN 3-88396-109-4

## Könyvei magyarul
- Kísérletek és tévelygések : a filozófiától a művészetig és vissza (vál. és ford. Tillmann J. A.) Budapest : Balassi-BAE, 1995.(Tartóshullám)
- Mi a filozófia? (ford. Tillmann J. A.) Budapest : Palatinus, 2004. (Folyam-könyvek)
- Szinte semmi : életművészet és más művészetek (vál., szerk. Tillmann J. A., ford. Nádori Lídia, Tillmann J. A.) Budapest : Balassi Kiadó – BAE (Tartóshullám), 1996.
- Daidalosz vagy Diogenész : építészet- és művészetfilozófiai írások (vál. és ford. Tillmann J. A.) Budapest : Terc, 2009
- Hannes Böhringer: Az egyszerűség keresése. Madisoni előadások, Budapest: Equibrilyum Kiadó, 2023. ,

## Írásai magyar nyelven
- Hannes Böhringer írásai

## Beszélgetések Hannes Böhringerrel
- Ezredvégi beszélgetés (Monory M. András – Tillmann J. A.) Budapest : Palatinus, 2000 Archiválva 2017. augusztus 29-i dátummal a Wayback Machine-ben
- "A radarantennának állandóan forgásban kell lennie." Beszélgetés Hannes Böhringerrel, Magyar Narancs, 1993

## Fordítás
- Ez a szócikk részben vagy egészben  a   Hannes Böhringer című német Wikipédia-szócikk ezen változatának fordításán alapul.  Az eredeti cikk szerkesztőit annak laptörténete sorolja fel. Ez a jelzés csupán a megfogalmazás eredetét és a szerzői jogokat jelzi, nem szolgál a cikkben szereplő információk forrásmegjelöléseként.